# Callibracon ruficeps
Callibracon ruficeps är en stekelart som först beskrevs av Szepligeti 1905.  Callibracon ruficeps ingår i släktet Callibracon och familjen bracksteklar. Inga underarter finns listade.